# Montembœuf
Montembœuf település Franciaországban, Charente megyében. Lakosainak száma 659 fő (2022. január 1.). Montembœuf Cherves-Châtelars, Le Lindois, Mazerolles, Saint-Adjutory és Vitrac-Saint-Vincent községekkel határos.

## Népesség
A település népességének változása:
| Lakosok száma | 756  | 701  | 708  | 692  | 686  | 662  | 653  | 650  | 653  | 659  |
|               | 1968 | 1982 | 1990 | 2006 | 2013 | 2015 | 2017 | 2019 | 2020 | 2022 |